# Avalon (chanson)
Pour les articles homonymes, voir Avalon (homonymie).
Avalon est une chanson populaire américaine écrite par Al Jolson, Buddy DeSylva et Vincent Rose, publiée en 1920. Elle a été enregistrée pour la première fois par Jolson. Jolson a aussi utilisé la chanson dans les spectacles musicaux Sindbad, et Bombo,.
La chanson est un standard de jazz populaire, et elle a été enregistrée par plusieurs artistes, y compris Cab Calloway (1934), Coleman Hawkins (1935) et Eddie Durham (1936). En 1938, Benny Goodman l'a jouée dans son concert fameux en Carnegie Hall, New York. La chanson a été incluse dans les films biographiques The Jolson Story (1946) et The Benny Goodman Story (1956).
L'ouverture de la chanson a été copiée de l'aria E lucevan le stelle de Giacomo Puccini, de l'opéra Tosca.

## Interprétations
- Red Nichols and His Five Pennies (27 février 1928)
- George Monkhouse and his Cambridge University Quinquaginta Ramblers (12 mars 1930)
- Spike Hughes and his Dance Orchestra (23 mai 1930)
- Joel Shaw and his Orchestra (août 1932)
- Billy Cotton and his Band (21 juillet 1933)
- Casa Loma Orchestra (16 août 1934)
- Cab Calloway and his Orchestra (4 septembre 1934)
- Scott Wood and his Six Swingers (18 décembre 1934; 1er septembre 1936)
- Joe Venuti and his Orchestra (26 décembre 1934)
- KXYZ Novelty Band (29 janvier 1935)
- Coleman Hawkins (2 mars 1935)
- Quintette of the Hot Club of France (juillet 1935)
- Jimmie Lunceford and his Orchestra (30 septembre 1935)
- Harry Roy and his Orchestra (8 novembre 1935)
- Val Rosing and his Swing Stars (18 novembre 1935)
- Ballyhooligans (7 juillet 1936)
- Benny Goodman Quartet (29 juin 1937; 28 septembre 1937; 16 janvier 1938)
- Joe Daniels and his Hotshots (28 septembre 1937)
- Alix Combelle et son Orchestre (4 octobre 1937)
- Harry James and his Orchestra (13 juillet 1939; 8 novembre 1939)
- Willie Lewis and his Negro Band (27 juin 1941)[7]

## Sources externes
- Texte de la chanson sur Wikisource